# فاوت دروست
فاوت دروست (بالهولندية: Wout Droste)‏ (20 مايو 1989 بأولدنزال في هولندا - ) هو لاعب كرة قدم هولندي في مركز الدفاع. لعب مع تفينتي أنشخيدة وغو أهد إيغلز ونادي كامبور وهيراكليس ألميلو.

## وصلات خارجية
- فاوت دروست على موقع قاعدة بيانات كرة القدم.إي يو (الإنجليزية)
- فاوت دروست على موقع Soccerway.com (الإنجليزية)
- فاوت دروست على موقع عالم كرة القدم.نت (الإنجليزية)